# Yuan Shu
En aquest nom xinès, el cognom és Yuan.
Yuan Shu ( pronunciació (?·pàg.)) (mort el 199), nom de cortesia Gonglu, va ser un general i senyor de la guerra xinés que va viure durant la tardana Dinastia Han Oriental de la Xina. Va assolir protagonisme després de l'ensulsiada del govern central dels Han el 189. Va reivindicar el títol d'Emperador de la Xina el 197 sota la breu Dinastia Zhong, dos anys abans de la seua mort el 199.

## Biografia

### Inicis
Yuan Shu era del Comtat Ruyang (汝陽縣), Comandància Runan, el que seria l'actual Comtat Shangshui, Henan. La seua família havia estat durant més de quatre generacions una força destacada en el servei civil dels Han, havent produït nombrosos membres en alts càrrecs des del primer segle EC. Descendia de Yuan An, que va servir durant el regnat de l'Emperador Zhang, Yuan Shu era el fill del Ministre d'Obres Yuan Feng (袁逢) i la seua esposa principal. Yuan Shu és de vegades descrit com el cosí jove del senyor de la guerra Yuan Shao, però en realitat era el mig germà menor de Yuan Shao.
De jove va guanyar reputació per la seua gallardia i li agradava anar a caçar amb gossos i falcons. Nomenat com a Filial i Incorrupte, ell més tard es va convertir en Intendent de Henan (河南尹) i després en General de la Casa dels Ràpids com un Tigre (虎賁中郎將).

### Campanya contra Dong Zhuo (189–191)
Després de la mort del General en Cap He Jin (el 22 de setembre del 189), Yuan Shu, com el Comandant del Cos Imperial dels Guàrdies del Tigre Imperial, va dirigir els seus homes a eliminar la facció eunuc. Quan Dong Zhuo va prendre el control del govern central dels Han, ell volia proposar Yuan Shu com a General de la Rereguarda, però, tement a Dong Zhuo, Yuan Shu va fugir a la Comandància Nanyang; de la qual va prendre el control després que Sun Jian matara el seu gran administrador, Zhang Zi.
Yuan Shu va participar en la Campanya contra Dong Zhuo dirigida per Yuan Shao. Se li va unir Sun Jian, a qui va nomenar Inspector de la província de Yu. Sun Jian va tindre èxit derrotant i matant el general de Dong Hua Xiong (191), però Yuan Shu es mostrava recelós de que Sun tinguera massa èxit i no se sotmetera al seu comandament; i temporalment en secret va tallar la línia de subministraments vers Sun, dificultant així el seu avanç en la campanya. Quan Sun Jian va arribar fins a Luoyang, aquesta ja estava destruïda per els incendis provocats per Dong Zhuo. Les forces usurpadores havien fugit a l'oest cap a Chang'an, emportant-se l'emperador amb ells. No obstant, els seus soldats van trobar el Segell Imperial, que Sun Jian va donar al seu superior Yuan Shu.

### Govern a Nanyang i Chenliu (190–193)
La governança de Yuan Shu a Nanyang era despòtica. Després de la dissolució de l'aliança contra Dong Zhuo el 191, ell va competir amb Yuan Shao pel control sobre el nord de la Xina (cadascun establint aliances diferents). Yuan Shu es va aliar amb el rival del nord de Yuan Shao, Gongsun Zan, i Yuan Shao al seu torn es va aliar amb el rival del sud de Yuan Shu, Liu Biao. Yuan Shu va enviar Sun Jian a atacar a Liu Biao, però el seu general va ser mort en la batalla de Xiangyang (191). El nebot de Sun Jian, Sun Ben, el va succeir com el general de Yuan Shu i com l'Inspector de la província de Yu. Després d'aquesta derrota i de la seua impopularitat a causa del seu règim extravagant a Nanyang, Yuan va traslladar la seua residència a Chenliu i va estendre la seua influència sobre la província de Yang el 192.

### Senyors de la guerra a Shouchun (193–197)
A principis del 193 Yuan Shu ja havia sofert repetides derrotes, com la batalla de Fengqiu, on va perdre davant els exèrcits combinats de Cao Cao i Yuan Shao.(2:55) Després d'això va fugir a Shouchun en Jiujiang (en l'actualitat Comtat Shou, Anhui) a la riba sud del riu Huai.(3:25) Des de la seua nova seu va construir un poderós estat guerrejant. Va deposar l'Inspector Chen Wen de la província de Yang i es va apropiar del títol, també reivindicant ser el Senyor de la província de Xu.
Del 194 a principis del 197 el fill de Sun Jian, Sun Ce, i el seu cunyat, Wu Jing, van conquerir molts territoris a Jiangdong en nom de Yuan Shu. Tot i això, va tindre menys èxit expandint el seu domini a la província de Xu, on va haver de lluitar contra Liu Bei i Lü Bu; aquest darrer es va aliar breument amb Yuan Shu el 196, però el va trair de nou i el va foragitar fins a Shouchun.

### Emperador de Zhong (197–199)
Yuan Shu es va auto-proclamar emperador durant la breu Dinastia Zhong (仲) de principis del 197, citant superstició com la seua justificació, incloent els caràcters xinesos per al seu nom Shu i el seu nom de cortesia Gonglu, i la seua possessió del Segel Imperial. Aquesta acció audaç el va convertir en blanc dels altres senyors de la guerra. El seu estil de vida i prepotència extravagants va fer que molts dels seus seguidors l'abandonaren. La més devastadora de les eixides i defeccions - tant per a Yuan Shu personalment com per a la força dels seus nombres - va ser la de Sun Ce; que havia conquerit la majoria dels territoris de Jiangdong sota l'estandard de Yuan Shu. Després d'aclaparadores derrotes davant Cao Cao, Liu Bei, i Lü Bu, Yuan Shu va intentar fugir al nord per a unir-se a Yuan Shao. Yuan Shao va enviar el seu fill major, Yuan Tan, perquè intentara ajudar a Yuan Shu; no obstant, una aliança entre els germans que tant s'havien odiat no tenia futur, i és que Yuan Tan va arribar massa tard (quan l'exèrcit de Yuan Shu ja havia estat destruït pel de Liu Bei). Shu va morir poc després de malaltia i de pena.

## Família
- Avi: Yuan Tang (袁湯)
- Pare: Yuan Feng (袁逢)
- Germans:
  - Yuan Shao, germastre major
- Cousins:
  - Yuan Yi, cosí més vell
  - Yuan Yin (袁胤), cosí jove
- Esposa: la Dama Feng (馮氏), filla de Feng Fang (馮方)
- Fills:
  - Yuan Yao (袁耀), fill. Després de la mort de Yuan Shu, Yuan Yao i la seua família van fugir a la Comandància Lujiang per a unir-se al senyor de la guerra menor Liu Xun. Després que Sun Ce derrotara Liu Xun i conquerira la Comandància Lujiang, Yuan Yao va ser capturat i va acabar treballant Senyor del Palau (郎中) a l'estat de Sun Quan (el germà menor de Sun Ce) de Wu Oriental. La filla de Yuan Yao es va casar amb Sun Fen (孫奮), el cinqué fill de Sun Quan.
  - Dama Yuan (袁夫人), filla, nom personal desconegut, es va convertir en una de les concubines de Sun Quan aprés que ella i el seu germà foren capturats. Ella era pel seu bon caràcter, però no va poder donar a llum. Sun Quan li va deixar pujar fills nascuts d'altres concubines, no obstant, tots els xiquets que va criar van morir prematurament. Quan la Dama Bu va morir el 238, Sun Quan va voler investir la Dama Yuan com l'emperadriu. La Dama Yuan es va negar argumentant que no tenia fills.
  - Dama Yuan (袁夫人), filla, nom personal desconegut, casada amb Huang Yi (黃猗)
- Relatives:
  - Yuan Wei (袁隗), oncle
  - Yang Biao (楊彪), cunyat
  - He Kui (何夔), cosí prim